# Rita Kirstová
Rita Kirstová, rozená Rita Schmidtová (* 21. října 1950 Großgrimma, Sasko-Anhaltsko) je bývalá východoněmecká atletka, trojnásobná halová mistryně Evropy ve skoku do výšky.

## Sportovní kariéra
V roce 1968 získala zlatou medaili na evropských halových hrách (od roku 1970 halové mistrovství Evropy) v Madridu. V témže roce reprezentovala poprvé na Letních olympijských hrách, které se konaly v mexickém hlavním městě Ciudad de México. Umístila se zde na pátém místě, když překonala na druhý pokus 178 cm. Na této olympiádě mělo Československo ve finále tři výškařky, když na šestém místě byla Mária Mračnová, čtvrtá Jaroslava Valentová a olympijské zlato získala za 182 cm Miloslava Rezková.
O rok později získala druhé zlato na EHH v Bělehradu a skončila těsně pod stupni vítězů, čtvrtá na mistrovství Evropy v Athénách. Z prvního ročníku halového mistrovství Evropy ve Vídni 1970 si odvezla bronzovou medaili. V roce 1971 na evropském šampionátu v Helsinkách skončila podruhé na čtvrtém místě. V následujícím roce se stala ve francouzském Grenoblu halovou mistryní Evropy, když jako první výškařka v hale překonala hranici 190 cm. Na Letních olympijských hrách v Mnichově 1972 zdolala 185 cm, což ve třiadvacetičlenném finále stačilo na páté místo.
Z halového mistrovství Evropy v Göteborgu 1974 si odvezla stejně jako z Vídně bronz. V témže roce se konalo mistrovství Evropy v Římě, kde překonala laťku ve výšce 189 cm, avšak potřetí za sebou skončila na tomto šampionátu čtvrtá. V roce 1976 reprezentovala na olympiádě v Montrealu, kde však neprošla sítem kvalifikace.

### Osobní rekordy
- hala – 192 cm – 17. února 1974, Sofie
- venku – 189 cm – 8. září 1974, Řím

## Osobní život
V listopadu roku 1972 se provdala za desetibojaře Joachima Kirsta, který se stal v roce 1969 a 1971 mistrem Evropy. Jeho bratr, výškař Edgar Kirst se mj. v roce 1976 oženil s výškařkou Juttou Krautwurstovou, která na Letních olympijských hrách 1980 v Moskvě získala bronzovou medaili.